# طراحی مدار

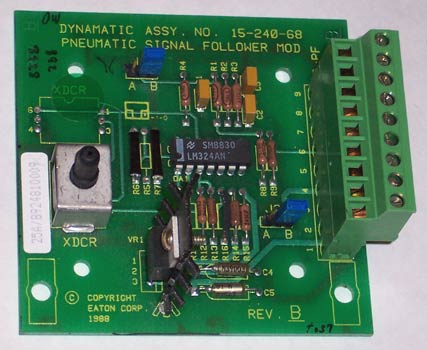
یک مدار الکترونیکی، ساخته شده به وسیله برد مدار چاپی

فرایند طراحی مدار می‌تواند دامنه وسیعی همچون طراحی سیستم‌های الکترونیکی پیچیده، ترانزیستورها ویا مدارهای مجتمع داشته باشد. برای طراحی‌های ساده، این فرایند می‌تواند توسط یک نفر و بدون برنامه یا طبق ساختاری دقیق صورت بگیرد اما برای طراحی‌های پیچیده‌تر تیم‌هایی از مهندسان، برنامه‌ریزی دقیق و شبیه‌سازی‌های کامپیوتری مورد نیاز خواهد بود.
طراحی قراردادی یا رسمی مدار معمولاً شامل مراحل زیر می‌شود:
- یادداشت نمودن خصوصیات و مشخصات مورد نیاز مدار بعد از نشست با سفارش دهنده
- ارائه طرح پیشنهادی تخصصی با توجه به درخواست‌های مشتری
- طراحی شماتیک مدار درخواست شده بر روی کاغذ
- محاسبه دقیق مقادیر قطعات با توجه به مشخصات عملیاتی و شرایط حاکم بر مدار
- اجرا کردن شبیه‌سازی به جهت تأیید درستی طراحی
- آماده کردن و ساخت مدار با استفاده از برِد بُرد یا دیگر روش‌های تهیه نمونه‌های آزمایشی، برای تست کردن مدار در شرایط مشخص شده
- اجرای هر گونه اصلاحات در طراحی برای بهبود طراحی
- انتخاب روش ساخت مناسب، قطعات و مواد مورد نیاز صحیح
- طراحی و آماده‌سازی نقشه مدار چاپی با در نظر گرفتن تمامی موارد مکانیکی باتوجه به نیاز سفارش دهنده
- تست نمونه‌های نهایی مدار طراحی شده برای اطمینان از کارکرد صحیح مدار
- ساخت نمونه نهایی

## مشخصات و معیارها
فرایند طراحی مدار با توجه به معیارهایی آغاز می‌شود، که عملکرد طراحی نهایی را مشخص می‌کنند اما به چگونگی دستیابی به طراحی اشاره‌ای ندارند. معیارهای آغازین به صورت ابتدایی، توصیف جزئیات تخصصی مداری هستند، که سفارش دهنده مد نظر دارد و می‌تواند شامل پاره‌ای از مشخصات الکترونیکی مانند نوع سیگنال ورودی و خروجی، تغذیه‌های در دسترس و مقدار جریان مجاز مصرفی باشد. این خصوصیات همچنین می‌توانند شامل برخی از ویژگی‌ها و پارامترهای فیزیکی مانند اندازه، وزن، مقاومت در برابر رطوبت، دامنه تحمل دما، گرمای خروجی، حد تغییرات مجاز لرزش و شتاب باشند.
در حالیکه طراحی مدار پیش می‌رود، ممکن است طراحان به خصوصیات مدار بازگشته و نکاتی را بهبود ببخشند یا اضافه کنند تا در مراحل پیشرفت طراحی ثبت شوند مانند کاهش ولتاژ ورودی یا اضافه کردن آزمایش‌هایی که برای کنترل کیفیت مدار لازم است. تغییر در خصوصیاتی که توسط مشتری ارائه شده‌اند قبل از نهایی شدن در اکثر موارد باید با مشتری هماهنگ شوند.
درک صحیح از نیازهای مشتری باعث جلوگیری از به وجود آمدن موقعیتی موسوم به «Design Creep» می‌شود و معمولاً زمانی رخ می‌دهد که انتظارات اولیه واقع بینانه‌ای وجود ندارد یا ارتباط نزدیکی بین تیم طراحی و سفارش دهنده برقرار نمی‌شود. در نتیجه چنین موقعیتی ممکن است مدار با عملکردی بیش از نیاز یا با عملکردی متفاوت و اشتباه طراحی شود.

## مراحل

### طراحی

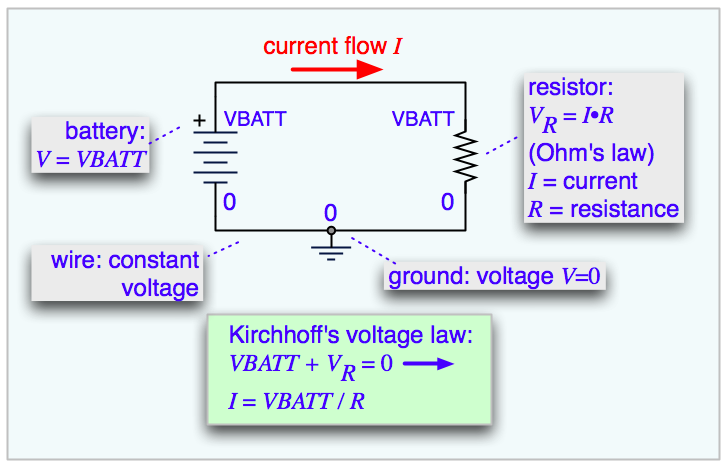
شماتیک یک مدار ساده

فرایند طراحی شامل حرکت از ویژگی‌های مدار در نقطه شروع و رسیدن به برنامه ایست که تمامی اطلاعات مورد نیاز برای ساخت فیزیکی مدار در انتها را دارا باشد، این امر با گذراندن چندین مرحله ممکن می‌شود، اگرچه برای طراحی‌های ساده این کار می‌تواند در یک مرحله انجام شود. این کار معمولاً با تبدیل ویژگی‌های درخواست شده به مستطیل‌های کوچکی انجام می‌شود که جزئیات طراحی را در برندارند بلکه عملکرد کلی یک بخش از مدار را مشخص می‌کنند و نشان می‌دهند که اجزای مختلف مدار چگونه با یکدیگر در ارتباط هستند، به چنین نقشه‌ای بلوک دیاگرام می‌گویند. چنین رویکردی باعث می‌شود تا طراحی‌های بسیار پیچیده به قسمت‌های کاری کوچکتری تقسیم شوند که بتوان آن‌ها را به ترتیب خاصی مورد تحلیل قرار داد یا به تیم‌های طراحی مختلف سپرد. سپس هر قسمت به‌طور مجزا با جزئیات بیشتری مورد بررسی قرار می‌گیرد.
در مرحله بعد عموماً مقدار زیادی کار تحقیقاتی و مدلسازی‌های ریاضی صورت می‌گیرد تا مشخص شود دقیقاً چه عملکردی را می‌توان از طراحی انتظار داشت. نتیجه این تحقیقات ممکن است باعث تغییراتی در بلوک‌های طراحی شده در مرحله قبل گردد تا در نهایت طراحی بی نقص تر شود. در این مرحله همچنین در نظر گرفتن چگونگی نمایش و تست طراحی رایج است.
در نهایت تک تک قسمت‌های مدار طوری انتخاب شده‌اند که طرز کار کلی طراحی به درستی ایفا می‌شود. در این مرحله اتصالات الکتریکی و مشخصات هر یک از قطعات مشخص شده‌است و طراحی باید برای کشیدن نقشه برد مدار چاپی یا مدار مجتمع آماده شود.

### هزینه‌ها
فلسفه و ساختار مناسب طراحی ایجاب می‌کند که ملاحظات اقتصادی و تخصصی مدار با یکدیگر در تعادل باشند به طوری که مشکلاتی در فرایند ساخت ایجاد نشود. معمولاً در مورد مدارهای مختلف و به خصوص مدارهای مجتمع گفته می‌شود که "هزینه ساخت کمتر می‌شود، اگر هزینه طراحی کوچک شود ".

### تست و تأیید
وقتی مداری طراحی می‌شود باید مورد تست و در نهایت تأیید قرار بگیرد. تأیید شامل بررسی کردن تمامی قسمت‌های مدار می‌شود، به گونه‌ای که مطمئن شویم هر قسمت وظیفه خود را به درستی و طبق ویژگی‌های مشخص شده در ابتدای طراحی انجام می‌دهد. عموماً این مرحله عملیات ریاضی فراوان و شبیه‌سازی‌های کامپیوتری دقیقی می‌طلبد در هر طراحی پیچیده احتمال پیدا کردن مشکلاتی در طراحی در این مرحله زیاد است و برای بر طرف کردن این مشکلات حجم زیادی از کار طراحی باید دوباره انجام شود.

### نمونه آزمایشی
در نظر گرفتن ایده‌های متفاوت قبل از سرمایه‌گذاری کردن در این مرحله انجام می‌شود. با توجه به وسعت طراحی و میزان جزئیات موجود، نمونه آزمایشی می‌تواند در هر مرحله‌ای از پروژه ساخته شود. برای ساخت مدار به صورت آزمایشی معمولاً می‌توان از برِد بُرد، برد مدار چاپی به صورت متالیزه (بدون روکش محافظ) یا استریپ بُرد استفاده کرد.

### نتایج
از آنجایی که طراحی مدار فرایند ساخت قسمت‌های فیزیکی با توجه به مدار الکترونیکی است، نتیجه طراحی مدار نیز در قالب دستورالعملی جهت ساخت مدار الکترونیک فیزیکی خواهد بود که معمولاً به صورت نقشه‌های ایزومتریک شامل اندازه، شکل و… یا نقشه مدار چاپی یا مدارهای مجتمع است.

## شرکت‌های فعال در زمینه طراحی مدار
هم‌اکنون گروه‌های مختلفی در ایران و جهان به امر طراحی مدار مشغول هستند. در ایران می‌توان به آروین فن آور ویرا، گروه مدار سیستم  و شرکت هوشمند سویه نو نیز اشاره کرد. این گروه‌ها و شرکت‌ها کلیه فرایند طراحی مدار را مدیریت و اجرا می‌نمایند. 